# Bairak, Lîpova Dolîna
Bairak (în ucraineană Байрак) este localitatea de reședință a comunei Bairak din raionul Lîpova Dolîna, regiunea Sumî, Ucraina.

## Demografie
Componența lingvistică a localității Bairak
     Ucraineană (98,37%)
     Rusă (1,5%)
Conform recensământului din 2001, majoritatea populației localității Bairak era vorbitoare de ucraineană (98,37%), existând în minoritate și vorbitori de rusă (1,5%).